# Дільник
У математиці поняття дільни́к (англ. divisor) вживається у двох значеннях:
- другий операнд операції ділення. Число, на яке ділять, щоб отримати частку;
- в дослідженні подільності — ціле число, яке ділить інше ціле число без остачі.

## Операція ділення
{\displaystyle \ 17:2=8,5}
число 2 — дільник, число 17 — ділене, число 8,5 — частка.

Якщо операцію ділення записують дробом, то ділене є чисельником, дільник є знаменником.
Наприклад, у виразі
{\displaystyle \ 21/7=3}
число 7 — дільник, число 21 — ділене, число 3 — частка.

## Подільність
Ціле число {\displaystyle b} є дільником цілого числа {\displaystyle a,} якщо частка {\displaystyle {\frac {a}{b}}} — ціле число.
Наприклад, оскільки
{\displaystyle \ 18:2=9,}
то 2 є дільником 18, але
{\displaystyle \ 17:2=8,5,} або
{\displaystyle \ 17:2=8} (остача 1), тому 2 не є дільником 17.